# 乌拉圭LGBT权益
乌拉圭的女同性恋、男同性恋、双性恋和跨性别群體（LGBT）权利位居世界前列。自1934年以来，同性性行为在同意年龄相同的情况下是合法的。自2004年以来，保护LGBT人群的反歧视法已开始实施。同性伴侣的民事結合自2008年开始合法，根据2013年初通过的国家同性婚姻法，自2013年起允许同性婚姻。此外，自2009年起允许同性伴侣共同收养孩子，允许男女同性恋和双性恋公开在军队中服役。
2016年，《美洲季刊》将乌拉圭评为拉丁美洲对LGBT最友好的国家，称该国为“拉丁美洲社会包容的典范”。它还于2016年7月在该地区主办了首届国际LGBT权利会议，来自世界各地的数百名外交官、政治家和活动人士出席了讨论LGBT问题的会议。绝大多数乌拉圭人支持同性婚姻。

## 概况

乌拉圭LGBT群体的非官方旗帜

| 同性性行为合法                                       | （自1934年）             |
| 同意年龄平等（15）                                   | （自1934年）             |
| 反就业歧视法律                                       | （自2004年）             |
| 提供商品和服务的反歧视法律                           | （自2004年）             |
| 在所有其他领域的反歧视法律（包括间接歧视，仇恨言论） | （自2003年）             |
| 仇恨犯罪法包括性取向和性别认同                       | （自2003年）             |
| 同性伴侣关系认同                                     | （自2008年）             |
| 同性婚姻                                             | （自2013年）             |
| 同性伴侣收养继子女                                   | （自2009年）             |
| 同性伴侣联合收养                                     | （自2009年）             |
| LGBT人群公开服役                                     | （自2009年）             |
| 有权改变法律性别                                     | （自2009年）             |
| 保护双性未成年人免遭侵入性外科手术                   | （自2018年）             |
| 第三性別选择                                         | 否                       |
| 女同性恋试管婴儿                                     | （自2013年）             |
| 出生后配偶双方自动成为双亲                           | （自2013年）             |
| 禁止未成年人接受LGBT迴轉治療                         | （自2017年）             |
| 男同性恋情侣商业代孕                                 | （无论性取向如何均禁止） |
| 男男性接触人群（MSM）允许献血                        | （自2020年）             |